# Haigergrund
Haigergrund ist ein Naturschutzgebiet in Königheim im Main-Tauber-Kreis in Baden-Württemberg.

## Geschichte
Durch Verordnung des Regierungspräsidiums Stuttgart über das Naturschutzgebiet Haigergrund vom 18. Oktober 1994 wurde ein Schutzgebiet mit 59,4 Hektar ausgewiesen. Seit 2019 ist das Naturschutzgebiet ein Teil des größeren Natura-2000-Gebietes Nordwestliches Tauberland und Brehmbach (FFH-Gebiet 6423-341).

## Schutzzweck
„Schutzzweck ist:
- die Sicherung und Erhaltung eines aus floristisch-vegetationskundlicher als auch aus faunistischer Sicht einmaligen Gebiets, eines landschaftsprägenden Hangzuges der tauberfränkischen Muschelkalkplatte mit einem Eichen-Hainbuchen-Wald und Offenlandgesellschaften mit kleinräumiger Verzahnung von Trockenrasen, Felsbandgesellschaften, wärmeliebenden Saumgesellschaften, Halbtrockenrasen, Streuobstwiesen, Äckern mit hohem Anteil an seltenen Ackerwildkräutern, Hecken und Gebüschen,
- die Sicherung und Erhaltung verschiedener teilweise durch Nutzungsauflassung bedingter, unterschiedlich alter, ökologisch wertvoller und wissenschaftlich interessanter Sukzessionsstadien dieser Teillebensräume,
- die Verbesserung der Lebensräume zahlreicher zum Teil gefährdeter und geschützter Pflanzen- und Tierarten der Trockenstandorte durch Wiederherstellung zusammenhängender offener Bereiche“ (LUBW).[2]

## Flora und Fauna
Es handelt sich um einen trockenen Südwesthang mit seltener Flora und Fauna.

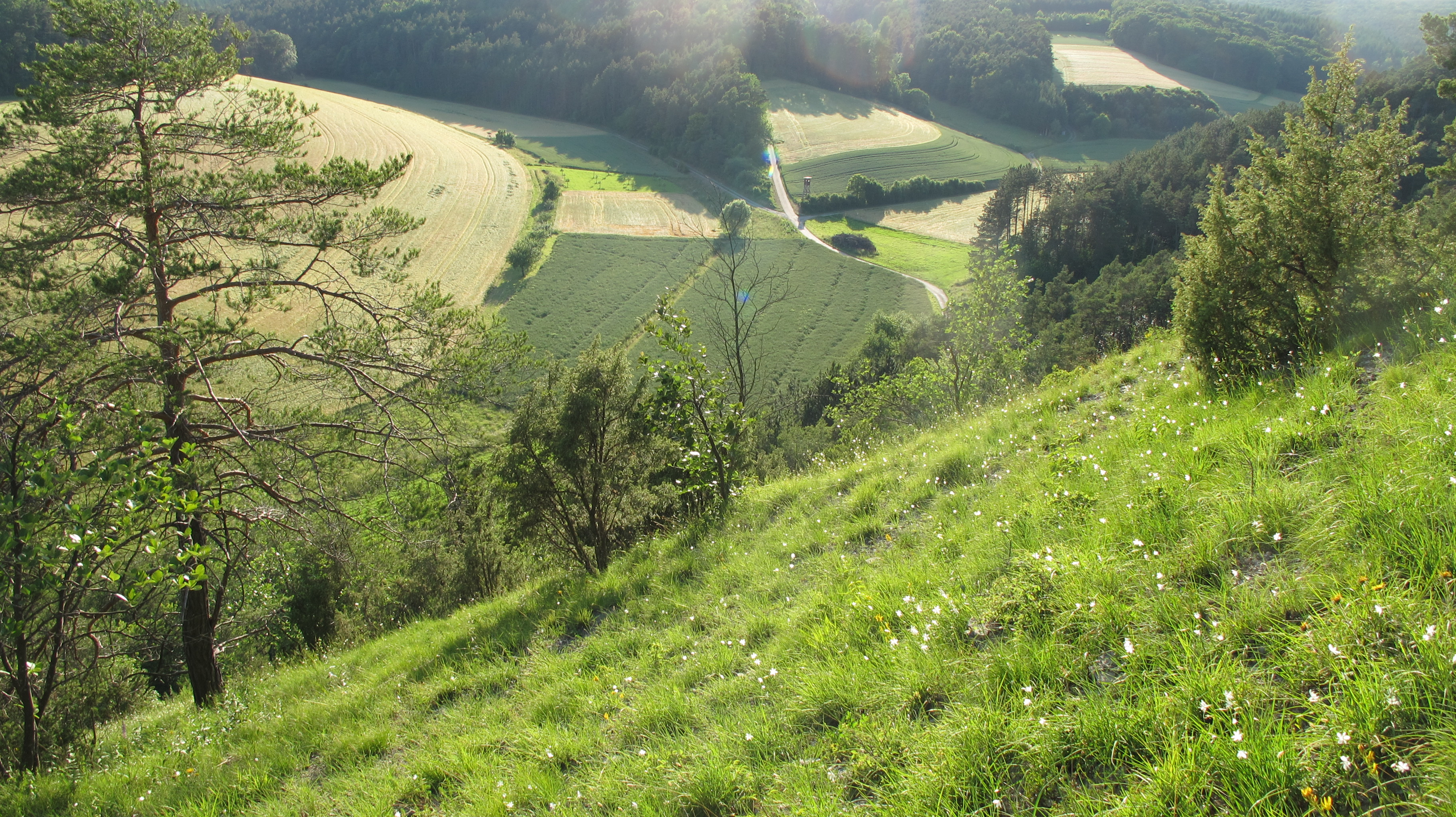
Trockenrasen am Steilhang mit Graslilien. (2013)
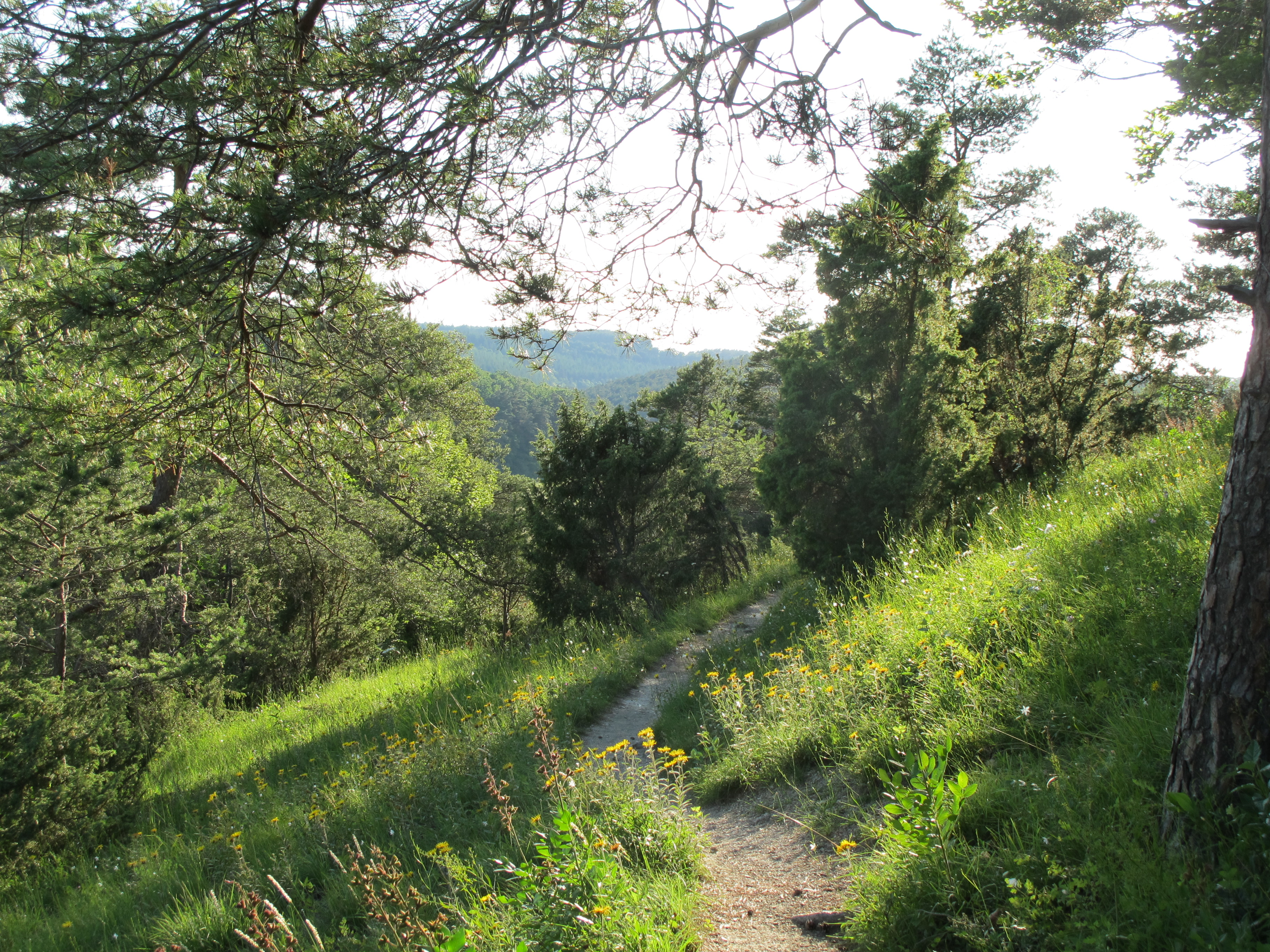
Hang mit Wacholder, vorn links Fruchtstände von Diptam, blühender Rauer Alant (2013)
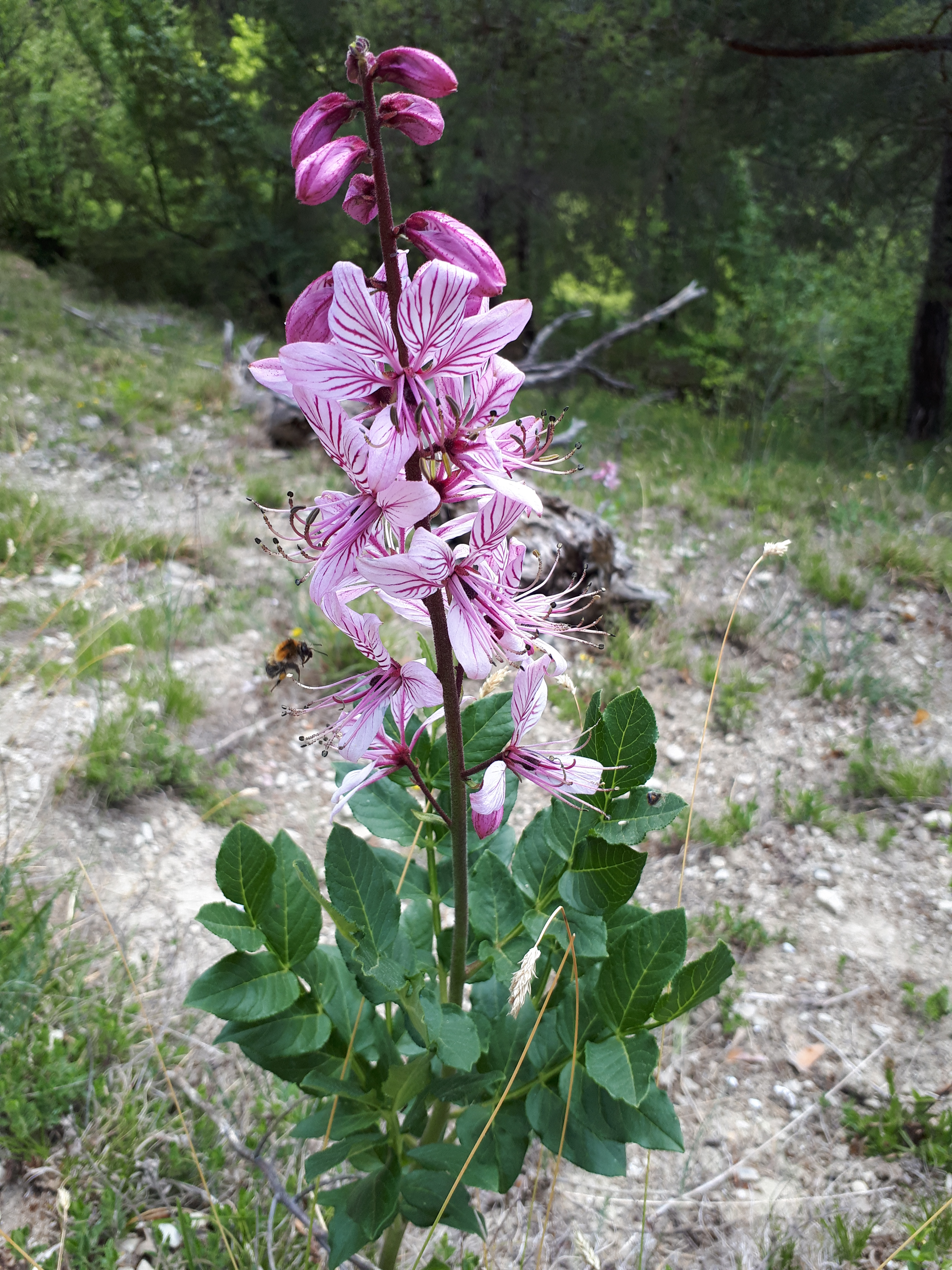
Diptam im Haigergrund (2020)
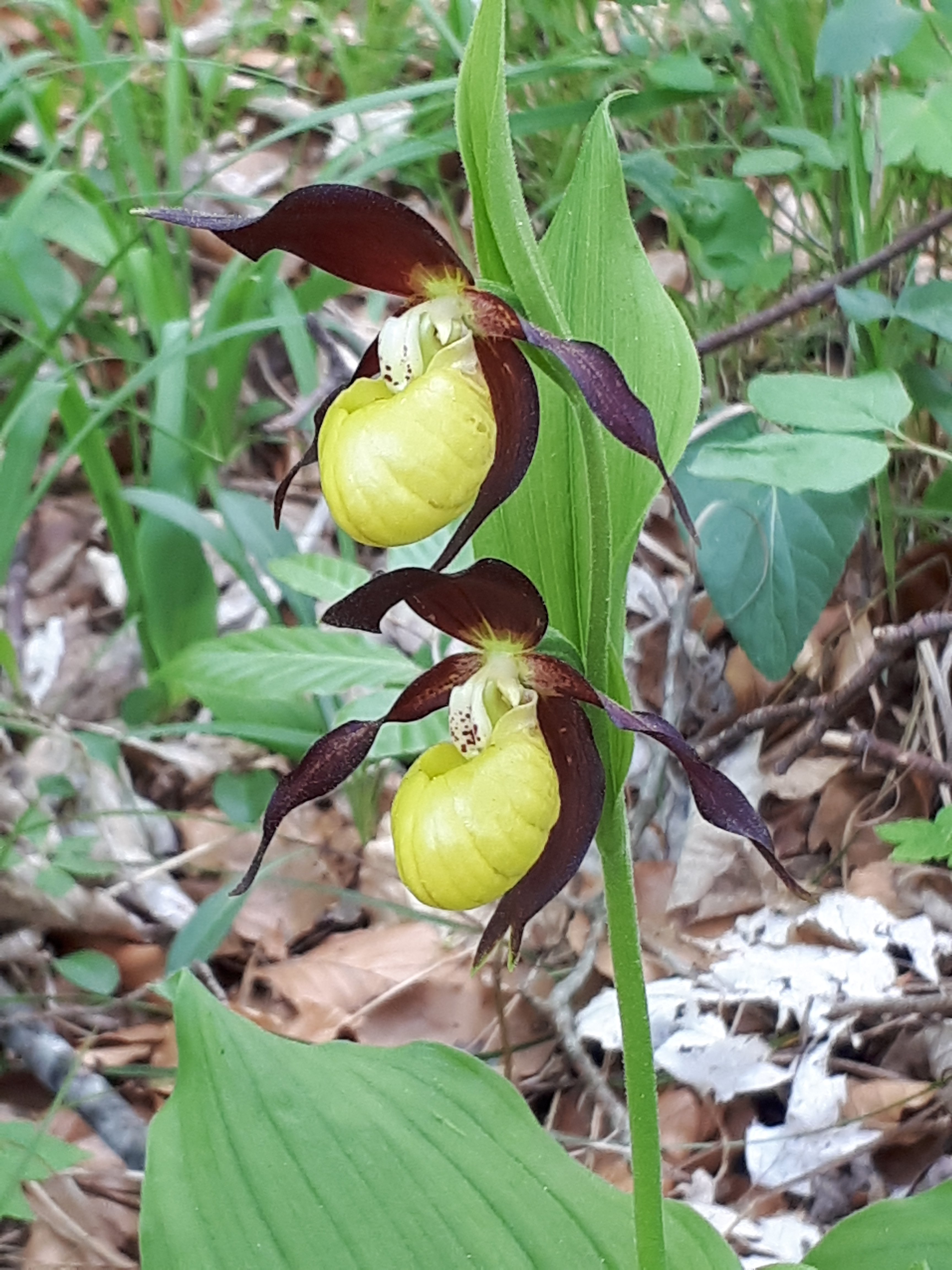
Gelber Frauenschuh im Haigergrund (2020)
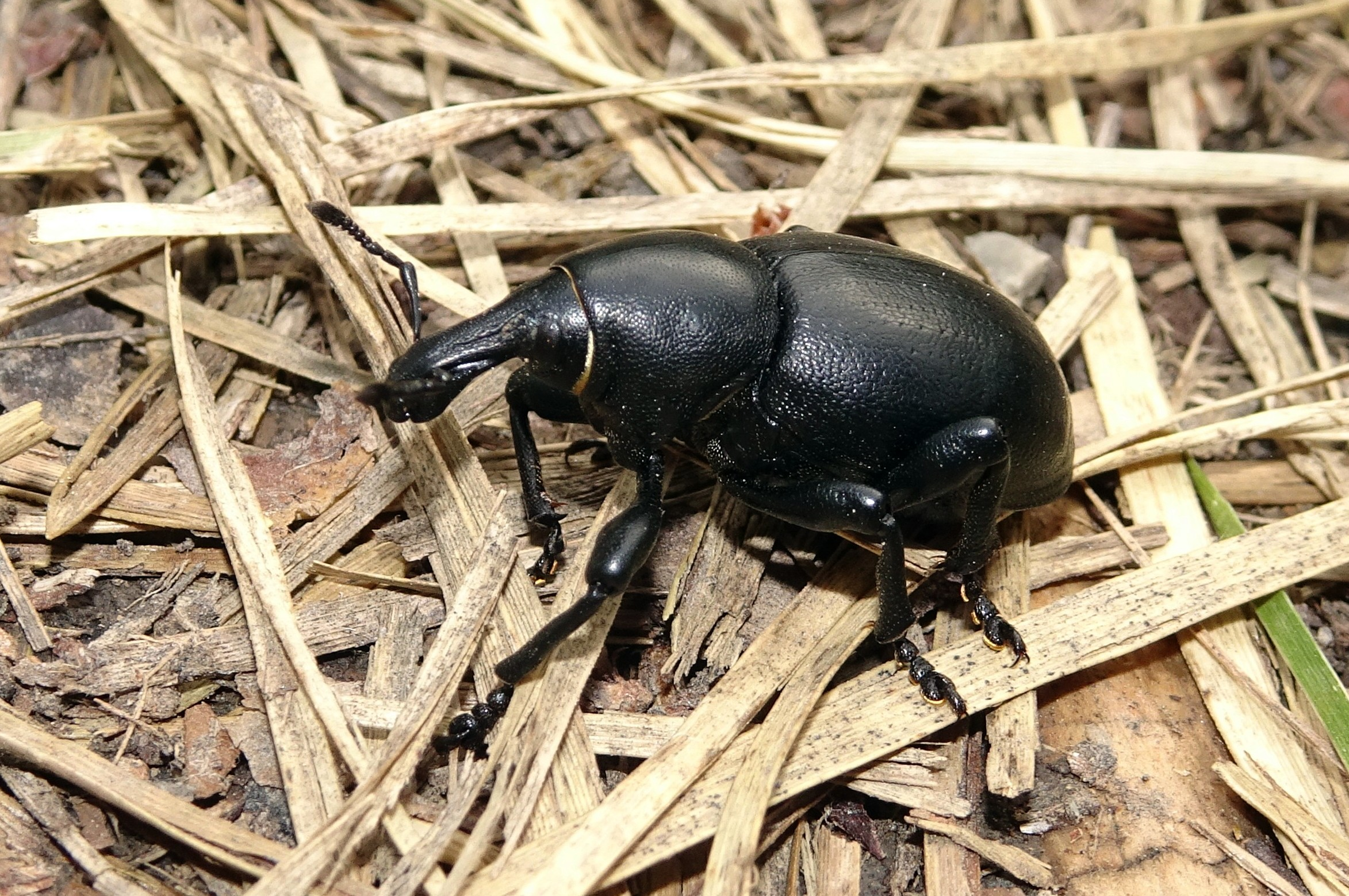
Glatter Dickrüssler (selten) Liparus dirus (2019)